# Pardosa limata
Pardosa limata là một loài nhện trong họ Lycosidae.
Loài này thuộc chi Pardosa. Pardosa limata được Carl Friedrich Roewer miêu tả năm 1959.